# Africaleurodes tetracerae
Africaleurodes tetracerae là một loài côn trùng cánh nửa trong họ Aleyrodidae, phân họ Aleyrodinae.
Africaleurodes tetracerae được Cohic miêu tả khoa học đầu tiên năm 1966.